# 피지컬갤러리
피지컬갤러리(PhysicalGallery)는 대한민국의 유튜브 채널이다. 운동을 주제로 운영 중이다. 2017년 헬스키퍼를 런칭해 운영하다 2018년 김계란을 영입하였으며 2018년 7월 공동사업 계약으로 인기를 끌었다. 2020년 7월 전문가 팀은 피지컬갤러리를 탈퇴하여 '라이프에이드'라는 채널을 창설하였고 김계란은 피지컬갤러리에 남아 혼자서 채널을 운영중이다. 2019년 골드버튼을 수상했다.
또한 김계란은 가짜사나이 2기 교관발표 영상에서 "가짜사나이 2기 편집과 업로드가 끝나면 귀농할 것"이라고 밝혔다.

## 소속인물
- 김계란
- 김시덕(PD)

## 컨텐츠
- 재활/스트레칭/마사지 꿀팁
- 운동 기초 강의
- 헬창의 삶(민머리극장)
- 어서오세요 계란짐
- 달려라 김계란
- 탱커 부부
- 가짜사나이
- 성내동 1번지
- 구해줘 몸즈